# Asura's Wrath
Asura's Wrath (アスラズ ラース?, Asurazu Rāsu) è un videogioco per Xbox 360 e PlayStation 3 che prende gli elementi della mitologia asiatica e li fonde con la fantascienza. Il gioco è suddiviso in quattro parti per un totale di 22 episodi (chiamati kānda), inclusi quelli scaricabili, rendendolo simile a una serie anime. 

## Trama
A causa dell'uso sconsiderato della civiltà, il pianeta Gaea è continuamente tormentato dai Gohma, esseri della natura trasformati in mostri dal primo di loro, Vlitra, l'incarnazione della rabbia del pianeta. In aiuto degli umani, vengono i semidei, simili agli umani, ma in grado di convogliare l'energia del Mantra dentro di loro. Per migliaia di anni, i semidei sono riusciti a sconfiggere i Gohma e Vlitra, ma si è scoperto che il primo Gohma sarebbe sempre ritornato in un ciclo infinito di battaglie e più forte di prima.

### Parte I: La sofferenza
Kānda 1 - Una nuova nascita
Vlitra si è risvegliato e manda i suoi Gohma a distruggere la Fortezza Karma, base principale dei semidei per contrastarlo. A opporglisi, ci sono gli Otto Generali Celesti, i comandanti delle truppe subito dopo il 128º imperatore Strada. Tra di loro c'è Asura, un semidio con l'affinità Mantra dell'Ira, che senza pensarci due volte si getta a capofitto nella battaglia, distruggendo quanti più Gohma possibile; a lui si uniscono suo cognato e rivale Yasha, il suo maestro Augus e l'enorme Wyzen, mentre lo stratega Kalrow, l'ingegnere bellico (e psicotico) Sergei, la comandante in seconda Olga, e il loro comandante Deus restano nella fortezza. Asura viene aiutato in battaglia da sua figlia Mithra, divenuta Sacerdotessa di Shinkoku, capace di manipolare e amplificare il Mantra. Contravvenendo agli ordini, Deus ordina l'uso immediato del Brahmastra, un cannone di immane potenza situato nella fortezza, non ancora del tutto pieno del suo potere. L'attacco del Brahmastra fa uscire dal pianeta nella sua nuova forma Vlitra, deciso a distruggerli tutti. Asura si getta contro di lui, arrivando a sferrargli un colpo potente che lo stordisce; Asura cerca finalmente di porre fine alla sua esistenza con un altro colpo, ma Vlitra si riprende e lo respinge; il tentativo di Asura, però, fa ritornare Vlitra in letargo e per questo viene onorato da tutti come un eroe. Asura però non gioisce di tale onore, in quanto il suo obiettivo è di uccidere Vlitra definitivamente. A battaglia finita, Deus e Kalrow discutono su un loro misterioso piano per cercare di fermare l'eterno ciclo di battaglie.
Kānda 2 - Tradimento e vendetta
Asura ritorna nella sua casa a Shinto, capitale della nazione Shinkoku Trastrium, dove può rivedere sua moglie Durga e Mithra. In quel momento, un soldato lo informa che è stato convocato dall'imperatore Strada. Arrivato dall'imperatore, Asura lo vede cadere a terra, insanguinato e ucciso. Alcuni soldati venuti lì, vedendo la scena, incolpano Asura di tradimento e cercano di fermarlo; insieme a loro c'è anche Wyzen, che senza esitazione si avventa sul suo ex compagno, ma viene messo al tappeto. Asura raggiunge la sua dimora, ma trova solo Durga in fin di vita, mentre Mithra è scomparsa. Con le sue ultime forze, Durga dice ad Asura di proteggere sua figlia. In preda all'ira, Asura trova finalmente Mithra, imprigionata da Olga, Sergei e anche Yasha. Asura cerca di liberarla, ma Deus glielo impedisce. Alla domanda di Asura sul perché stia accadendo tutto questo, Deus gli risponde che stanno per preparare un modo per porre finalmente fine alla minaccia di Vlitra, e che Mithra, grazie alla sua capacità di manipolare il Mantra, è l'unica in grado di aiutarli, per poi creare un nuovo mondo governato da lui. Deus colpisce mortalmente Asura e lo fa precipitare dall'alto di Shinto. Nei suoi ultimi istanti di vita, Asura promette che si sarebbe vendicato. Dopo quanto è successo, i rimanenti Generali Celesti spargono la voce che Asura aveva grandi ambizioni e che, preso dalla sua furia, uccise molti innocenti tra cui l'imperatore Strada, ma che venne fermato dai suoi ex compagni, autoproclamatesi le Sette Divinità, che lo gettarono nel Naraka.
Kānda 3 - L'inferno su Gaea
Asura si risveglia nel Naraka, appeso a una colonna. In quel momento, gli appare davanti un curioso ragno meccanico dorato che lo invita a mantenere la sua promessa di vendetta e ad alimentare la sua ira per il solo motivo di salvare sua figlia Mithra. Man mano che risale la colonna, i ricordi in Asura cominciano a riaffiorare e la sua rabbia - alimentata anche dal pianto di Mithra - lo riporta su Gaea. Asura vede il mondo che conosceva ormai in rovina e la voce del Ragno d'Oro gli rivela che sono stati i suoi ex compagni a fare tutto questo in 12.000 anni, nella loro battaglia contro i Gohma, in sua assenza.
Kānda 4 - Vecchi amici, nuovi nemici
Asura arriva in un villaggio, giusto in tempo per vederlo venire invaso dai Gohma. Asura sconfigge i mostri, ma poi arrivano le forze delle Sette Divinità con una delle loro flotte che, rimaste sbalordite nel vederlo di nuovo vivo, si avventano su di lui. In quel momento, sopraggiunge nel villaggio un Gohma Crusher che uccide tutti quanti, tranne Asura, e cerca di assorbire le anime degli uomini, ma prima che ciò avvenga, dall'ammiraglia precipita una delle divinità, il possente Wyzen che, con un solo colpo distrugge il Gohma e prende lui le anime. Rivedendo Asura vivo, nonostante sembri non ricordarsi di lui, Wyzen lo fronteggia, ma viene facilmente battuto e fatto precipitare in un baratro. In quel momento, però, Wyzen amplifica la potenza del suo Mantra diventando Vajra Wyzen, un'enorme statua alta 100 metri, affermando che è grazie a Mithra che le Sette Divinità possono amplificare il loro Mantra. Sentendo il nome di sua figlia, Asura si scaglia contro Wyzen. Nel frattempo, a Shinto, gli ex commilitoni di Asura commentano il suo ritorno: Deus, Kalrow, Olga e Sergei non lo ritengono un problema, ma Augus è convinto che lo scontro tra Asura e Wyzen possa rivelare sorprese.
Kānda 5 - Vittoria illusoria
Asura ha quasi la peggio contro la nuova forma di Wyzen, ma i ricordi di sua figlia aumentano ancora di più la sua rabbia, che gli permette di passare alla sua forma Aureo-Six, facendogli crescere altre quattro braccia. In questo modo, Asura distrugge l'ammiraglia di Wyzen e, dopo un rocambolesco duello, con un colpo lo spedisce oltre l'atmosfera terrestre. Ma Wyzen non è ancora del tutto sconfitto: rilascia, infatti, tutta la potenza del suo reattore Mantra, trasformandosi in Gongen Wyzen, raggiungendo le dimensioni del pianeta stesso. Asura, nonostante la colossale difficoltà, fronteggia il colpo di Wyzen (l'indice destro); in quel momento, gli riaffiorano completamente tutti i ricordi e il motivo della sua vendetta. Con una rabbia senza precedenti, Asura colpisce a più non posso il dito di Wyzen, distruggendo in tal modo le sue braccia, ma con un ultimo colpo convoglia tutte le sue energie e riesce a distruggere Wyzen, svenendo per lo sforzo. Al suo risveglio, la terra intorno a lui è completamente provata per lo scontro, e davanti a sé rivede il suo cognato Yasha: le Sette Divinità, infatti, hanno assistito alla disonorevole sconfitta di Wyzen e Yasha, senza avvertire, è andato sul posto per finire il suo lavoro.
Kānda 6 - Confessioni di una maschera
Yasha, ora membro delle Sette Divinità, cerca di sconfiggere Asura, rimasto provato e senza braccia dal suo scontro con Wyzen. Davanti all'indifferenza del suo vecchio amico di fronte agli eventi accaduti, del rapimento di Mithra e della morte della sua stessa sorella, soltanto per far avverare il Fine Ultimo (ovvero, la liberazione di Gaea da Vlitra), Asura si scaglia su di lui, nonostante sia ridotto a un tronco umano, e - con stupore di Yasha - riesce a far crepitare la sua maschera e a togliergliela. Tuttavia, alla fine, Yasha divide con un colpo secco il corpo di Asura e lo lascia sprofondare nel magma. Ritornato alla Fortezza Karma, dove è tenuta prigioniera Mithra, Yasha le promette che, una volta conclusa la loro faccenda con Vlitra, le permetterà di ucciderlo per quanto ha fatto.

### Parte II: La rinascita
Kānda 7 - Il dovere di un padre
Asura si risveglia di nuovo nel Naraka, con ancora la compagnia del Ragno d'Oro, che lo incita a non mollare nei suoi propositi di vendetta per salvare sua figlia: Asura, infatti, si ricorda della promessa fatta a Durga di rendere il pianeta un posto migliore per la loro figlia, ma che i suoi compagni la vedevano essenziale grazie alle sue capacità di controllare il Mantra; infatti, dopo alcuni anni, Mithra viene scelta come Sacerdotessa di Shinkoku, ruolo che accetta volentieri, scontrandosi però con la volontà del padre, il quale non voleva che sua figlia diventasse un'arma di guerra. Conscio finalmente dell'importanza della sua missione, Asura risale di nuovo verso Gaea. Su Gaea, gli abitanti di un villaggio, credendo che Asura avesse perso la vita pur di sconfiggere Wyzen, hanno custodito il suo corpo come una reliquia, ma non osano avvicinarsi al tempio dove è custodito vicino al villaggio. Solo una ragazzina veniva sempre a offrire dei doni al corpo roccioso di Asura. La sua vita, infatti, è cambiata dal giorno in cui lei e suo padre sono stati attaccati dai Gohma, e quando tutto sembrava perduto, le truppe delle Sette Divinità scesero dai cieli per purificarli; tuttavia, oltre ai Gohma, purificarono anche alcuni abitanti, e suo padre fu uno di questi. La ragazzina era l'unica ad andare al tempio proprio perché il viso di Asura le ricordava quello di suo padre, e tra tutti è l'unica che ha rinnegato le Sette Divinità. In quel momento, mentre la ragazzina, con un neonato, sta offrendo il suo dono, il corpo di Asura comincia a illuminarsi di rosso.
Kānda 8 - Sacrificio calcolato
Asura si risveglia nel tempio dedicatogli con davanti come testimone la ragazzina, stupefatta che sia ritornato in vita; dal canto suo, Asura rimane sbalordito per la somiglianza tra la ragazzina e Mithra. In quel momento, però, sul posto giunge una banda di Gohma Howler, il cui capo rapisce la ragazzina e il neonato. Superati i membri del branco, Asura raggiunge il capo e lo colpisce, facendolo finire in un precipizio, salvando poi la ragazzina e il neonato. Arrivato al villaggio, Asura lo salva da un Gohma Squasher, ma proprio dopo la fine del combattimento arrivano le forze delle Sette Divinità comandate da Kalrow, venuto lì perché aveva rintracciato una forte concentrazione di Mantra, non sospettando che la causa fosse Asura. A quel punto, decide di raccogliere il Mantra - ovvero, le anime dei mortali - e di fare rapporto a Deus. I soldati cominciano a uccidere tutti gli abitanti, ma una volta davanti alla ragazzina, Asura li ferma e li massacra tutti. Quando sta per finire l'ultimo, Asura si ferma, perché la ragazzina sta picchiando con una pietra uno dei caduti per la loro violenza insensata. Asura la ferma e le promette che se ne occuperà lui di loro.
Kānda 9 - Niente è mai come si desidera
Asura, assumendo la forma Aureo-Six, si lancia verso la flotta di Kalrow, distruggendo molte navi; atterrato su una di esse, è bersagliato da un attacco congiunto delle altre navi, ma riesce a sopravvivere e ad attaccare l'ammiraglia. Sfruttando l'esplosione della nave, Asura la raggiunge, ma Kalrow lo aveva previsto: si era portato alla massima altezza dell'atmosfera e, al momento giusto, spara ad Asura con un cannone, credendo così di averlo spedito nello spazio. Tuttavia, Asura è riuscito sorprendentemente a resistere a distanza ravvicinata al colpo e ora comincia a distruggere dall'interno l'ammiraglia. Nel farlo, scopre che le navi sono equipaggiate con contenitori per le anime dei mortali, dove poi verranno trasformate in Mantra. Furioso per il fatto che le Sette Divinità stiano sfruttando i mortali come oggetti, Asura si fa strada fino a Kalrow, dove però scopre l'ennesimo inganno del vecchio: si era sostituito con un ologramma e nel frattempo era scappato, attivando l'autodistruzione della nave. Tuttavia, mentre Karlow sta già gongolando per la riuscita del suo piano "infallibile", Asura sfrutta l'esplosione per raggiungere la sua capsula di salvataggio; a nulla valgono le suppliche di Kalrow, dicendo che anche, se stanno facendo soffrire il mondo, alla fine, una volta sconfitto per sempre Vlitra, non ci sarà più bisogno di sacrificare nessuno, e che ci riusciranno grazie a Mithra: Asura lo stritola nella stessa capsula, facendolo esplodere, ma sviene per l'esplosione e cade tra le montagne. Nel frattempo, anche le Sette Divinità si sono rese conto della sconfitta di Kalrow, e a tal proposito Augus, il precedente maestro di Asura, va a cercarlo. Lo ritrova mentre sta per precipitare al suolo e incontra la ragazzina, che aveva assistito a tutto, assicurandola che se dovrà morire lo sarà grazie a lui.
Kānda 10 - Parole di saggezza
Asura si risveglia nelle terme vicino alla dimora di Augus: il suo ex maestro, infatti, lo ha portato lì per fargli riprendere le forze in vista del loro prossimo combattimento. I due vengono intrattenuti da due custodi delle terme, e nel frattempo si ricordano delle battaglie che hanno combattuto fianco a fianco - benché Asura non volesse la sua presenza. Alla fine, ripresosi, Asura si prepara per combattere contro Augus. Alcuni soldati osservano e commentano l'incontro tra Asura e Augus: uno di loro è più che convinto che Augus sia il più forte delle Sette Divinità, perfino di Deus, e per questo non ha dubbi su chi vincerà il duello.
Kānda 11 - La lezione finale
Asura si scontra con Augus sulla luna, in quanto quest'ultimo non vuole nessuna interferenza nel loro duello. Assumendo la forma Aureo-Six, Asura si scaglia contro Augus e riesce a metterlo in difficoltà, con sorpresa del suo maestro, che decide di sfoderare la sua spada, il Lamento Tenebroso: infatti, Augus la sfodera solo contro avversari degni, e l'unico contro cui l'ha fatto fino a questo momento è stato Deus; nel frattempo, lo stesso Deus, in compagnia di Yasha, assiste allo scontro. Asura riesce ad avere la meglio contro Augus, anche dopo che questi ha sfoderato la sua spada; a quel punto, Augus decide di mettere la parola fine al loro duello, allungando grazie al suo Mantra il Lamento Tenebroso e puntandolo contro Asura, correndo poi verso il pianeta, il tutto sotto lo sguardo della ragazzina. Durante la caduta, Asura perde cinque delle sue sei braccia, finendo poi trapassato dalla spada, che attraversa tutto il pianeta fino ad arrivare dall'altra parte. Con un ultimo sforzo sferra un colpo che distrugge sia il suo braccio che il Lamento Tenebroso e, afferratolo con la bocca, ruotando, sferra un colpo mortale ad Augus, lasciandolo così in fin di vita. Augus è finalmente felice di morire dopo aver vissuto una battaglia memorabile e dice ad Asura di non fermarsi nella sua missione. La ragazzina, nel frattempo, arriva sul punto di impatto vedendo Augus sparire davanti ad Asura. Proprio in quel momento, i due si accorgono che un vasto branco di Gohma, guidati da un Gohma Striker, sta per attaccare il villaggio vicino. Asura afferra di nuovo ciò che resta del Lamento Tenebroso e si dirige verso i Gohma. La ragazzina cerca di raggiungerlo, ma invano. Dopo un po' si verifica una tremenda esplosione.
Kānda 11.5 - Un potere pericoloso
Asura combatte contro i Gohma guidati dal Gohma Striker con il Lamento Tenebroso, uccidendone a migliaia. Alla fine, però, i Gohma riescono a strappargli la spada e a percuoterlo in vari modi, dirigendosi sempre verso il villaggio. A quel punto Asura, si ricorda della sofferenza di Mithra e la rabbia comincia a ricrescergli dentro, generando dal monco destro un enorme braccio infuocato che fa piazza pulita dei Gohma e che distrugge frontalmente il Gohma Striker. Poi, Asura dà tutto sé stesso in quello che potrebbe essere un attacco suicida e genera un'esplosione di immani proporzioni che distrugge tutti gli altri Gohma. Deus, in compagnia di Olga, ha assistito a tutto e ciò sembra preoccuparlo, in quanto Asura ora è diventato un vero problema per loro, anche se afferma che il suo potere potrebbe essere loro d'aiuto. A Shinto, alcuni semidei, parlando dell'ultima impresa di Asura, svelano la fonte del suo potere e delle Sette Divinità. Ciascuno degli ex Guardiani Celesti possiede un'affinità con uno degli otto Mantra speciali: Avidità, Lussuria, Malinconia, Orgoglio, Accidia, Vanità, Violenza e Ira. Mentre Asura ha l'affinità con il Mantra dell'Ira, Deus è affine con il Mantra dell'Orgoglio, ritenuto il più potente e quindi riservato al più forte dei Guardiani Celesti.
Kānda 12 - Dei della morte
La ragazzina arriva sul posto in cui Asura ha sconfitto i Gohma, lasciando solo il suo corpo ridotto a una statua in una distesa di cenere. Tuttavia, Asura si riprende e su consiglio della ragazzina la segue in un villaggio per riprendere le forze. In quel momento, la flotta di Olga arriva nel villaggio e le sue truppe cominciano a uccidere i mortali per prendere le loro anime. Asura combatte contro di loro, anche senza braccia, e riesce a vincere; purtroppo, Olga ordina di bombardare il villaggio e, nelle esplosioni che seguono, Asura scopre che anche la ragazzina non ce l'ha fatta a salvarsi. Vedendo il corpo senza vita di colei che sembrava quasi considerare come una seconda figlia, Asura viene assalito da una rabbia pura e assoluta e il suo grido furioso si sente anche dalle navi della flotta di Olga sopra l'atmosfera. Asura entra nello stadio Berserker, diventando un demone dorato e infuocato con quattro enormi braccia incandescenti sulla schiena. Preda della sua stessa rabbia, Asura utilizza il suo nuovo distruttivo potere per annientare quasi del tutto la flotta di Olga, che è costretta a ritirarsi. Asura lancia un ultimo grido furioso contro il cielo, scatenando il suo potere su quella terra, mentre le anime dei mortali (tra cui quella della ragazzina) trovano finalmente pace, liberi dalla tirannia delle Sette Divinità. Nel subconscio di Asura, il Ragno d'Oro si complimenta con lui per aver ottenuto questo nuovo potere, grazie al quale potrà usarlo per salvare Gaea.

### Parte III: Il karma
Kānda 13 - Causa ed effetto
Sulla Fortezza Karma, Yasha rimane sbalordito dal nuovo potere di Asura, paragonabile, se non superiore, a quello che loro hanno ottenuto in 12.000 anni. Quando, però, Olga dà l'ordine di usare il Brahmastra per distruggerlo una volta per tutte, Yasha la avverte che così facendo sprecherebbero solo le anime che hanno raccolto per ricavarne il Mantra da usare per il Brahmastra contro Vlitra, ma lei non lo ascolta, affermando che possono comunque prendere altre anime dai mortali. A quel punto, Yasha decide di prendere in mano la situazione e cerca di fermare Olga, venendo però ostacolato dalle guardie. Nonostante i suoi sforzi, il Brahmastra viene attivato e colpisce Asura, benché anche la potente arma vacilli per qualche secondo davanti alla sua rabbia. Fortunatamente, Yasha riesce a deviare la traiettoria del raggio, salvando in tal modo Asura. Nel frattempo, un soldato avvisa Sergei, dopo che ha appena finito di purificare alcuni Gohma, di fare rapporto a Deus.
Kānda 14 - Dei e uomini
Yasha, sull'ammiraglia di Sergei, si dirige verso un villaggio per proteggerlo da un branco di Gohma. Sergei preferirebbe purificarlo, in quanto i Gohma arriverebbero comunque, ma Yasha non è d'accordo, volendoli fermare da solo. Durante la caduta, in cui fronteggia i Gohma Stinger e i Gohma Slider, Yasha ripensa alla sua precedente conversazione con Deus. Yasha gli aveva riferito dell'uso sconsiderato del Brahmastra da parte di Olga, che ha sprecato tre quarti di Mantra dell'arma, e che da quel momento hanno perso le tracce di Asura; in quel momento, arriva anche Olga che vuole dire la sua, ma Deus la congeda bruscamente. Compare anche Sergei, che si era divertito a vedere tutto senza che nessuno se ne accorgesse. Prima di andare a fermare i Gohma insieme a lui, Yasha ha un ultimo scambio di battute con Deus, il quale gli rivela che il potere senza un fine non ha senso. Yasha arriva a terra e fronteggia i Gohma, tra i quali il primo di un branco di Gohma Crusher. Quando sembra che Yasha non ce la farà a fermarli in tempo, la flotta di Sergei bersaglia il suolo, distruggendoli tutti; tuttavia, il bombardamento distrugge anche il villaggio. Sergei si presenta a Yasha affermando che i Gohma, nonostante la sua difesa, sono riusciti ad arrivare al villaggio - anche se in fondo Yasha sa che lo ha fatto per il solo gusto di farlo. In quel momento, l'ammiraglia di Sergei viene distrutta, e davanti a lui compare Asura, passato allo stato Anatema, che lo squarta all'addome. Asura, infatti, aveva continuato a uccidere sia i Gohma che i soldati delle Sette Divinità, risparmiando però i semidei e gli umani e, consumando energie, era passato a una nuova e più violenta forma, nella quale si faceva guidare solo dalla sua rabbia.
Kānda 15 - Una nuova causa
Asura è apparso di nuovo nella sua terribile forma Anatema, squartando Sergei e tenendolo per la testa davanti a Yasha. Ripresosi, Sergei esprime tutta la sua pazzia nichilista, lodando Asura per essere diventato una vera e propria macchina per uccidere, dicendogli che forse è a causa della morte di Durga se continua a combattere. Questa sua affermazione provoca lo sdegno di Yasha, al quale Sergei rivela che è stato lui a uccidere Durga e a rapire Mithra durante il loro colpo di stato; tuttavia, Yasha rimane impassibile, affermando che, pur di vedere realizzato il Fine Ultimo, ha deciso di sacrificare anche la sua stessa famiglia; questa sua affermazione provoca un'altra risata maniacale di Sergei, che lo considera il "cagnolino di Deus", ma Asura lo getta a terra e gli schiaccia la testa con il piede. A questo punto, Asura rivolge la sua rabbia contro Yasha. Questi cerca di farlo ragionare, dicendogli addirittura di usare il suo potere per loro, per avere qualche speranza contro Vlitra, ma Asura non lo ascolta e alla fine lo colpisce, mandandogli in frantumi anche la maschera. Yasha, capendo che Asura non lo vuole ascoltare, decide di usare le maniere forti, ma solo attingendo al suo Mantra riesce a fermarlo. Tuttavia, Yasha vede che Asura si sta facendo consumare dal suo stesso potere, rischiando quindi di morire; anche se deve eliminarlo, nel profondo Yasha vuole solo che si salvi da questa situazione, e alla fine riporta Asura alle sue vere sembianze. A questo punto, Yasha richiama la corvetta Lupo Solitario e si dirige a Shinto per confrontarsi con Deus. Un flashback rivela di come Yasha si convinse del Fine Ultimo di Deus e quindi, di sacrificare pochi per salvarne molti.
Kānda 15.5 - Disprezzo
Arrivato a Shinto, Yasha procede verso la sala del trono di Deus, ma viene fermato da Olga la quale, dato che non ha ucciso Asura, lo considera un traditore. Yasha riesce però a superare le guardie mandategli contro; quando si avvicina a Olga, Deus gli permette di passare. Yasha gli esprime come il suo desiderio per il Fine Ultimo non è cambiato, ma che ne ha abbastanza di veder soffrire gli umani perché ciò avvenga; spiega, inoltre, che Asura è riuscito a eguagliare il loro potere senza l'aiuto del Mantra, e che forse anche loro dovrebbero cercare di scoprire la fonte del potere dentro di loro, evitando così di sacrificare vite umane, affermando anche che gli sembra essere stato l'unico modo con cui sono andati avanti in 12.000 anni. Deus, invece, oltre a non credergli, lo informa che ha cercato di trovare altri modi, ma il sacrificio dei mortali purtroppo era l'unico. Yasha si batte contro il suo stesso comandante e in un primo momento riesce a tenergli testa e a contrastarlo, ma alla fine viene messo al tappeto. In un flashback, si scopre come Lord Deus conobbe Augus e come questi si unì ai Guardiani, interessato alle grandi battaglie che ne sarebbero seguite, per purificare Vlitra.
Kānda 16 - Lotta di forza
Nel frattempo, Asura, ancora incosciente, sta di nuovo per cedere alla sua furia, sollecitato anche dal Ragno d'Oro, e solo il ricordo di sua figlia lo salva. Risvegliatosi, Asura si dirige a Shinto, deciso a vendicarsi di Deus. Dopo aver fronteggiato le guardie, Asura si avvicina alla sala del trono, e proprio in quel momento vede Yasha venirne scagliato fuori. Non appena vede Deus, la rabbia di Asura gli fa evocare una delle braccia incandescenti della forma Berserker e si scaglia contro il suo nemico, ma il ricordo di Mithra gli impedisce di essere di nuovo consumato dall'ira. Asura è così costretto ad allearsi con Yasha per sconfiggere Deus. Alla fine, Asura riesce a ferirlo, ma Deus si teletrasporta alla Fortezza Karma e, unendo il suo Mantra con quello ricavato in 12.000 anni, la completa strutturalmente, facendola diventare il Sakra Devanam Indra Deus. Asura e Yasha salgono sul Lupo Solitario e si dirigono verso la nuova fortezza. Intanto, Olga commenta il completamento della fortezza estasiata.
Kānda 17 - Piedi di argilla
Asura e Yasha, a bordo della corvetta Lupo Solitario, si dirigono verso il Sakra Devanam Indra Deus, la nuova Fortezza Karma dove Deus si è rintanato. Superata la flotta posta a difesa, Asura e Yasha evitano le due mani della fortezza, e vi entrano, superando i sistemi di sicurezza, fino ad arrivare nella stanza in cui i sette miliardi di anime raccolte vengono convertiti in Mantra per rendere più potente il Brahamastra. Finalmente, arrivano nella sala del Reattore Mantra in cui è tenuta prigioniera Mithra, ma a ostacolarli compare Deus, molto più forte di prima grazie alla sua unione con la fortezza. Quando Deus è certo finalmente di poter vincere contro di loro, affermando che lui è il dio che salverà questo mondo da Vlitra, la rabbia di Asura lo porta a contrattaccare fino a ridurre Deus in fin di vita con un potente attacco; con la sua sconfitta, Mithra viene liberata. Proprio in quel momento, Vlitra si risveglia dal suo letargo, assumendo una nuova e più potente forma di quella che hanno affrontato 12.000 anni fa. Deus, prima di morire, ribadisce che solo lui può sconfiggere la volontà del pianeta, per poi dissolversi. A quel punto, Asura e Yasha si preparano a fronteggiare Vlitra. Un flashback mostra come Deus cercò di convincere l'imperatore Strada a incrementare la forza bellica di Shinkoku, prima che Vlitra diventasse troppo potente, ma l'imperatore era convinto che il progresso della civiltà, gli Otto Generali e la Sacerdotessa sarebbero stati sufficienti: Deus decise quindi di prendere in mano la situazione, non per potere, ma per eliminare Vlitra per sempre, in quanto suo dovere di guerriero.
Kānda 18 - Punto di rottura
Asura e Yasha si preparano ad affrontare Vlitra, la volontà del pianeta, risvegliatosi in una nuova e più potente forma; dalla sala del Reattore Mantra, Mithra prega per la loro vittoria. Asura, assunta la forma Aureo-Six, e Yasha cominciano ad attaccare i Gohma e le teste di Vlitra; arrivati nel punto dove Vlitra si è risvegliato, lo vedono emergere al suo stadio finale nella sua nuova forma: compare un volto scheletrico fatto da rocce e magma. Un suo nuovo attacco riduce Asura e Yasha quasi allo stremo delle forze. A questo punto, Mithra usa le sue capacità di manipolare il Mantra, ridonando la forza a suo zio, mentre per suo padre una nuova forma in cui convoglia appieno tutta l'energia del suo Mantra. Forte di questo nuovo potere, Asura stordisce le teste e poi lui e Yasha mirano al corpo principale, riuscendo poi a passare attraverso il centro del pianeta. Arrivati al nucleo, Asura e Yasha incontrano la vera forma di Vlitra: un enorme demone umanoide somigliante ad Asura in stato Berserker. Dopo una lunga battaglia, alla fine, Asura e Yasha riescono a sconfiggerlo e a liberare per sempre Gaea dal suo male. Una volta ritornati nello spazio, Asura e Yasha ritornano da Mithra, felice di rivedere di nuovo suo padre e suo zio sani e salvi. Nel filmato finale, prima dei titoli di coda, il Ragno d'Oro si congratula con il giocatore per aver sconfitto Vlitra, affermando che adesso c'è molto da fare nel Naraka.
Il vero Kānda 18 - Una svolta degli eventi
Questo Kānda è uguale a quello precedente, ma cambia il finale con cui inizia la nuova e ultima parte. Dopo aver sconfitto Vlitra, Asura e Yasha ritornano alla Fortezza Karma da Mithra, felice di rivedere di nuovo suo padre e suo zio sani e salvi. Ma proprio in quel momento compare Olga, che la tiene in ostaggio e la sta per uccidere per vendicare la morte di Deus, che aveva sempre amato. Ma l'intervento del Ragno d'Oro, misteriosamente apparso, salva Mithra e distrugge Olga con i suoi fili, affermando che Mithra è il suo strumento, per poi fondersi con la ragazza. Mithra ne esce con i capelli dorati e con la sua voce seguita da un'altra: costui si presenta come il vero dio, il filatore della vita, colui che governa il Mantra. Nel filmato finale questi, rivelatosi nella sua vera forma, un essere umanoide dalle molte braccia, ringrazia il giocatore per aver sconfitto Vlitra e che ora può ritornare al ciclo della vita. Tuttavia, il giocatore non è d'accordo di andarsene così presto, così l'entità gli permette di restare ancora.

### Parte IV: Il nirvāna
Nella copia originale del gioco l'avventura si conclude con un evento inaspettato, ma su PSN e Xbox Live è possibile acquistare il DLC Parte IV: Il nirvāna, che comprende gli ultimi quattro episodi del gioco.
Kānda 19 - Dietro le fila
Mithra viene salvata da Olga dal Ragno d'Oro, ma questi, davanti ad Asura e Yasha si unisce a lei, cambiandole i capelli in oro e parlando attraverso lei, affermando che lui è il vero dio, il filatore della vita, colui che governa il Mantra. A questo punto si rivela per chi è veramente: è Chakravartin, il dio della ruota della vita e dal quale dipende l'esistenza del Mantra e della vita di Gaea. Costui afferma che cercava un degno erede per proteggere Gaea attraverso la sofferenza di alcune prove, creando per questo Vlitra e i Gohma, e che Asura si è rivelato il prescelto, il Redentore. Tuttavia Asura, capendo di trovarsi davanti all'artefice di tutta la sofferenza di Mithra, si scaglia contro di lui insieme a Yasha per salvarla. All'inizio sembrano avere la meglio, ma Chakravartin li respinge verso Gaea. Asura, pur di non perdere nuovamente Mithra, ritorna alla forma Anatema e decide di salvarla, al prezzo della sua vita, consumata dalla sua rabbia. Tuttavia, pur di non veder morire suo padre a causa sua, Mithra lo respinge con un incantesimo, venendo poi preso da Yasha e insieme precipitano sul pianeta. Chakravartin distrugge la Fortezza Karma e ne scaglia i pezzi contro Gaea. Mithra, rimasta con Chakravartin, chiede al dio il perché di tutto. Questi spiega che è necessario un capo, per far sì che guidi gli abitanti di Gaea sulla "retta via". Inoltre, afferma che se dovesse morire il potere del Mantra, suo dono, andrebbe perso e tutti i semidei diverrebbero comuni mortali. Lo stesso Asura, la cui vita dipende totalmente dal Mantra, sparirebbe.
Kānda 20 - La chiave della vittoria
Precipitati tra le rovine della Fortezza Karma, Asura, incosciente dopo aver cercato di salvare Mithra da Chakravartin, viene deposto da Yasha per riprendere le forze. Tuttavia, vengono attaccati dai Gohma con stupore di Yasha, in quanto Vlitra, la loro sorgente, non esiste più: il perché è che i Gohma sono, come Vlitra, una manifestazione della rabbia del pianeta ed è Chakravartin a evocarli. Yasha difende il corpo di Asura da ogni assalto dei Gohma. Alla fine, porta Asura alle rovine della sala del Reattore Mantra, e prende il reattore, in cui vi sono i Mantra degli Otto Generali Celesti: Orgoglio, Lussuria, Accidia, Vanità, Avidità, Violenza, Melanconia e Ira. Yasha comprende che solo Asura può salvare il mondo e gli impianta il reattore, più il suo, nel petto. Intanto Mithra, nel suo subconscio, ricorda i momenti felici con suo padre e sua madre.
Kānda 21 - Un risveglio brusco
Dopo essersi ripreso, Asura viene messo al corrente da Yasha di quanto è successo mentre era incosciente, ma subito dopo viene da questi attaccato: la ragione è che Yasha vuole vedere se Asura è davvero più forte di lui e quindi colui che salverà Gaea. Durante lo scontro, a entrambi ritorna alla mente il loro primo combattimento quando erano allievi di Augus, che si era svolto anche mentre cadevano da una delle alte colonne di Gaea, finendo però in parità. Tornando al presente, entrambi utilizzano tutta l'energia del loro Mantra, finché Asura non assesta un colpo potente a Yasha. Questi, dopo essersi ripreso, cerca di colpire di nuovo il suo avversario, ma poi Asura scopre che il colpo lo ha effettivamente messo K.O. e Yasha muore davanti al suo eterno rivale con il sorriso sulle labbra. Un flashback mostra come Deus e Augus, ipotizzassero un confronto tra i loro rispettivi allievi, Yasha e Asura.
Kānda 22 - Una vita ben vissuta
Meditando in una cascata, Asura ricorda la promessa fatta a Durga di rendere il mondo un posto migliore per la loro figlia e quella di salvarla. Pronto per affrontare Chakravartin, Asura parte verso il dio che vuole distruggere il pianeta. Nel momento esatto in cui Chakravartin sta per spazzare via Gaea, Asura fa da scudo al pianeta assumendo la forma di Asura il Distruttore, un incrocio fra le forme Aureo-Six e Mantra, e, dopo aver dato un ultimo sguardo al pianeta, si prepara ad attaccare Chakravartin, guardato con speranza da Durga, Yasha e anche da Augus, Wyzen, Kalrow, Sergei, Olga e Deus, pentiti delle loro azioni. Asura penetra nel corpo di Chakravartin, rivelando che è un contenitore per una dimensione conosciuta come Orizzonte degli eventi. Li trova Chakravartin di persona che gli restituisce Mithra, poi si congratula con lui perché così Gaea potrà vivere in pace sotto la sua tutela, mentre lui andrà in altri universi per creare nuovi mondi e trovare altri prescelti come lui. Asura, tuttavia, rifiuta sferrandogli un pugno dritto in faccia, in quanto per lui, ora che è diventato un vero e proprio dio, comandare significa schiavizzare gli abitanti di Gaea. Sentitosi tradito, Chakravartin riprende Mithra e combatte contro Asura. Messo alle strette, però, è costretto a rivelare la sua vera forma di Creatore grazie alla quale riesce a mettere in difficoltà Asura. Tuttavia, Asura scatena tutta l'ira che ha dentro di sé e comincia a picchiare e a rispondere ai colpi di Chakravartin, che è costretto a rilasciare Mithra. Chakravartin rimane sconvolto e terrorizzato dal potere di Asura, non riuscendo a comprendere come un Mantra che egli stesso aveva generato sia diventato più forte di lui, in quanto sorgente, esclamando con presunzione e arroganza di ritenere impossibile che Asura possa ucciderlo, facendo trapelare la sua paura di morire. Poco prima di finirlo, però, Asura viene fermato dalla stessa figlia: in un loro precedente colloquio, Mithra aveva scoperto che con la scomparsa di Chakravartin sarebbe scomparso anche il Mantra, fonte di energia per i semidei, tra i quali la stessa Mithra, e che Asura, il quale era dipendente dal Mantra dell'Ira, sarebbe scomparso. Tuttavia, Asura prosegue e uccide definitivamente Chakravartin, sentendosi liberato dalla rabbia che lo aveva accompagnato per tutto questo tempo, e si dissolve davanti a sua figlia, felice però di aver reso Gaea un posto migliore in cui possa vivere. Dopo alcuni anni, Mithra, divenuta adulta, racconta la storia di suo padre Asura alle nuove generazioni affinché la raccontino alle successive.
870.000.000 anni dopo, ci vengono presentate le reincarnazioni di Asura, Durga, Mithra e delle Sette Divinità: Asura si è reincarnato in un uomo con una famiglia. Un giorno, un omaccione che lavora a un fast food (reincarnazione di Wyzen) urta la figlia (reincarnazione di Mithra) e ciò porta a uno scontro tra i due, cosa che però la moglie dell'uomo (reincarnazione di Durga) non approva molto, in quanto la loro figlia si è eccitata nel vedere suo padre in azione. Più tardi, lì vicino passa un anziano signore con un monociclo (reincarnazione di Kalrow) seguito da una poliziotta che cerca di fermarlo perché sta andando veloce sul marciapiede. In quel momento, un ballerino (reincarnazione di Sergei) si esibisce sugli schermi della città con aria felice. Un uomo con un kimono in cerca di un ristorante giapponese (reincarnazione di Augus) attira l'attenzione di alcuni uomini che vogliono fare delle foto con lui. Un uomo d'affari e la sua segretaria (rispettivamente reincarnazioni di Deus e Olga) vedono un uomo anziano cercare di attraversare la strada; il magnate cerca di aiutarlo, anche se la segretaria non è d'accordo, dato che hanno un'importante riunione. Intanto, la famiglia vista precedentemente incontra il fratello della donna (reincarnazione di Yasha) che li stava cercando, dopo averli aspettati invano al punto di incontro. Improvvisamente, nel cielo appare una meteora che sta per schiantarsi sulla città. Gli abitanti sono nel panico, ma il padre, reso forte da una strana energia (il Mantra dell'Ira), si prepara a fronteggiare la meteora per proteggere la sua famiglia.

### Kānda perduti
Questi episodi sono dei crossover che intrecciano i personaggi di Asura's Wrath con quelli di Street Fighter, altra serie di videogiochi prodotti dalla Capcom; inoltre, i primi scontri dei due Kānda sono picchiaduro ad incontri, per proseguire con il gameplay del gioco. Tuttavia, non sono considerati canonici.
Kānda perduto 1Finalmente, uno più arrabbiato di me
Mentre Asura cammina vicino alle rovine di una flotta, appare davanti a lui Ryu. I due cominciano subito a lottare, fino a che Asura non assume la forma Aureo-Six e colpisce ripetutamente Ryu ed entrambi arrivano sulla luna. Tuttavia, Ryu viene consumato dal Satsui no Hado e diventa Evil Ryu, sua incarnazione malvagia. Sentendo la sua potenza, Asura è felice di aver finalmente trovato qualcuno forte come lui. I due ricominciano a combattere, ma stavolta è Asura ad essere in difficoltà; addirittura un colpo di Evil Ryu fa ritornare alla sua posizione il pezzo di luna che Augus, nello scontro con Asura, aveva innalzato. I due sfidanti, alla fine, combattono fino allo stremo delle forze e l'incontro finisce in parità. Ryu riesce a riprendere coscienza di sé e si scusa con Asura, affermando che quello contro cui ha combattuto non era lui. In quel momento, appare dal nulla un'imponente figura minacciosa: Akuma.
Kānda perduto 2Il più forte contro il più arrabbiato
Dopo lo scontro tra Asura e Ryu, compare vicino a loro Akuma, il lottatore più forte del mondo che, avendo visto la forza di Asura in combattimento, ha deciso di sfidarlo, perciò scaraventa via Ryu - rimandandolo nella loro dimensione - per poi confrontarsi con Asura. Sentendosi incredibilmente in difficoltà, Akuma si trasforma nella sua forma Oni, mentre Asura nella sua forma Mantra. Lo scontro è ancora più violento di prima, tant'è che distruggono la luna spaccandola a metà, per poi proseguire incessantemente senza che nessuno dei loro colpi vada a segno. Passano molti anni, e Asura e Akuma si sono ridotti a delle statue ricoperte da muschio. All'improvviso, però, i due si rianimano per proseguire ancora la loro battaglia.

## Modalità di gioco
Il giocatore può controllare Asura, anche durante le sequenze cinematiche attraverso dei quick time event, che influenzano direttamente il gameplay.
A differenza dei giochi d'azione più comuni in cui si deve salire di livello per acquisire nuove abilità, Tsyachiya dice, "lo stile di combattimento di Asura cambierà in base alla storia. In alcuni punti del gioco se Asura si arrabbia molto, potreste vederlo combattere con sei braccia".

## Personaggi
I principali personaggi di Asura's Wrath non sono semplici umani, bensì semidei. Queste creature semi-immortali e straordinariamente potenti traggono la loro forza dal Mantra generato dalla forza spirituale del cosmo e convogliato nei loro corpi attraverso il potere della Sacra Sacerdotessa di Shinkoku, l'unica in grado di far fluire il Mantra per conferire potere ai semidei. Caratteristiche comuni dei semidei sono la presenza sul corpo di particolari segni distintivi (che li identificano come appartenenti alla razza semidivina di Shinkoku), e l'apparente natura semi-meccanica dei loro corpi. In uno degli intermezzi tra i capitoli di gioco, viene spiegato che la capacità di convertire parti del corpo in componenti meccaniche (come le braccia di Asura) è un potere derivante dal Mantra stesso.
Tra i semidei, particolare rilievo hanno gli Otto Guardiani Celesti, ognuno potenziato da uno dei Mantra più puri. I Guardiani Celesti sono a capo dell'esercito di Shinkoku Trastrium, e il loro scopo finale è liberare Gaea dalla minaccia di Gohma Vlitra e della sua progenie.
Tutti i Guardiani Celesti sono dotati di un reattore Mantra all'interno del petto, che serve loro per convogliare l'energia del loro Mantra di riferimento e scatenare così il loro potere Vajra. Sette degli otto Guardiani, dopo aver tradito Asura, hanno preso il controllo di Shinkoku e dominano su Gaea con il nome di Sette Divinità.

### Principali
- Asura: protagonista del gioco. Un tempo membro degli Otto Guardiani Celesti, fu tradito e ingannato dai suoi sette compagni, e venne accusato dell'uccisione dell'imperatore Strada, leader dei semidei di Shinkoku. Dopo aver scoperto della morte di sua moglie, Durga, e del rapimento di sua figlia, Mithra, da parte degli altri Guardiani, Asura tentò di affrontarli, ma venne sconfitto e ucciso dal loro capo, Lord Deus. Dopo essere stato confinato per 12.000 anni nel Naraka (l'inferno), il suo spirito pieno di rabbia e la voglia di vendetta lo riportano in vita: deciso a vendicarsi dei suoi assassini e a salvare sua figlia dal crudele destino che le è stato imposto, Asura inizia un cammino solitario in un mondo ormai a lui estraneo. Il suo aspetto è quello di un potente guerriero dai capelli bianchi e dalla carnagione scura. Le pupille, originariamente rosse, sono scomparse in seguito alla sua resurrezione, per via dell'intensa rabbia che lo consuma. Quando la sua rabbia si intensifica, il suo Mantra si attiva, e lo trasforma in un guerriero a sei braccia, stato denominato Vajra Aureo-six. Le trasformazioni che può attuare sfruttando il Mantra sono molteplici e non comprendono soltanto un aumento del numero delle braccia. Quando perde la ragione e la rabbia lo divora, Asura va in modalità Berserker, dall'aspetto mostruoso: il corpo diventa color oro incandescente, le quattro braccia dietro di lui si ingigantiscono e diventano rosso fuoco, le dita delle mani e dei piedi diventano artigli, e la testa è caratterizzata da una larga bocca irta di denti; in questa fase, Asura assomiglia molto a un demone e la sua forza è così grande da contrastare persino quella del Brahmastra. Quando perde le energie nella fase Berserker, passa a quella di Anatema: l'aspetto è uguale a Berserker con la differenza che le quattro braccia dietro sono scomparse, il corpo diventa nero pece, e la bocca e gli occhi restano dorati; in questa fase, Asura ha la ragione totalmente azzerata e viene guidato solo dalla sua rabbia che lo rende simile a un animale brutale e spietato, ma riesce ancora a distinguere gli umani e i semidei dai Gohma e dai soldati delle Sette Divinità. Nella forma Mantra, Asura evoca mille braccia che, unendosi alle sue, le ingigantiscono e le ornano, dandogli una forza notevole. Nella forma di Distruttore, le braccia super-cariche della sua forma Mantra diventano sei e raggiunge dimensioni tali da abbracciare l'intera Gaea: in questo stadio, Asura diventa simile a un dio. Alla fine si sacrificherà uccidendo Chakravartin, il dio creatore del Mantra, portando così la pace. Nel futuro, si reincarnerà in un uomo con una famiglia. Ovviamente, il suo Mantra di riferimento è l'Ira.

- Yasha: secondo personaggio giocabile. Oltre a essere una delle Sette Divinità, Yasha è rivale di Asura e suo cognato. Freddo, calmo e riservato, Yasha è esperto in entrambe le arti letterarie e militari. Lui e Asura si unirono insieme agli Otto Generali Celesti. È il fratello maggiore di Durga, moglie di Asura. Sebbene sua sorella sia stata tragicamente uccisa durante il colpo di stato contro l'imperatore di Shinkoku, Yasha è convinto che la causa che porta avanti sia più forte dei suoi sentimenti verso la famiglia. Grande amico e rivale di Asura, il suo aspetto è quello di un freddo guerriero dai capelli neri, vestito di un abito ceruleo. A causa delle sofferenze del mondo, ha sempre un'espressione malinconica sul viso. Indossa una maschera dorata, e adotta uno stile di lotta molto diverso da quello brutale del protagonista, più tecnico e tagliente. Nel futuro, si reincarnerà nel fratello della reincarnazione di Durga. Il suo Mantra di riferimento è la Malinconia.

- Wyzen: una delle Sette Divinità. Possente guerriero, un tempo era conosciuto solo per la sua arroganza, ma una volta conquistato il potere come membro delle Sette Divinità, cominciò a distinguersi per il suo modo di pensare del tutto discriminante verso gli umani. Grasso, imponente, con un enorme braccio destro meccanico dorato e sicuro di sé, Wyzen è il primo ad affrontare Asura dopo la sua rinascita, e non si fa scrupoli a usare un'immensa riserva di Mantra per attuare la trasformazione in Vajra, che lo ingigantisce fino a renderlo simile a una enorme statua di Buddha. Tuttavia, viene ugualmente sconfitto e spedito nell'atmosfera di Gaea, dove rilascia tutta la potenza del suo reattore Mantra per raggiungere una forma del tutto nuova: Gongen Wyzen, una statua semidivina più grande del pianeta stesso. Nel futuro, si reincarnerà in un grosso uomo che lavora a un fast food. Il suo Mantra di riferimento è la Violenza.

- Kalrow: il più anziano delle Sette Divinità, ideatore del piano di rivolta contro l'imperatore Strada. La sua forza risiede nella sua mente brillante, dato che il suo corpo ormai invecchiato non può più sostenere uno scontro diretto (l'occhio destro è stato anche sostituito con una protesi). Affronta Asura dall'alto della sua flotta di aeronavi da guerra del Trastrium, protetto da un esercito di soldati di Shinkoku. All'epoca della caduta di Asura, fu sua l'idea di accusare il semidio dell'Ira dell'omicidio dell'imperatore. Nei 12.000 anni che seguirono, applicò con zelo il suo intelletto per sviluppare un modo per raccogliere più Mantra possibile per poter combattere e distruggere Vlitra, e giunse a una spaventosa conclusione: per raccogliere il Mantra, anziché riceverlo volontariamente dalle preghiere degli uomini, sarebbe occorso sterminare un gran numero di umani per raccogliere le loro anime direttamente dentro il reattore Mantra di Shinkoku. Nel futuro, si reincarnerà in un anziano signore di bassa statura che utilizza, come la sua controparte, un monociclo. Il suo Mantra di riferimento è l'Accidia.

- Augus: maestro e mentore di Asura, occupa un posto di rilievo tra le Sette Divinità. Coraggioso e di gran cuore, Augus è il tipo di soldato che lascia che siano i suoi pugni a parlare per lui. Il vecchio rivale di Deus ha l'aspetto di un gigantesco guerriero dai lunghi capelli bianchi e la barba ispida, ricoperto da antichi simboli in tutto il corpo, proprio come Asura. Porta sempre con sé un gigantesco Tachi, il Lamento Tenebroso, che non usa mai, a meno che l'avversario non sia particolarmente potente. Principalmente, ama combattere a mani nude, e vede la lotta non come un mezzo per raggiungere un fine, ma come un vero e proprio scopo nella vita. La sua filosofia è vivere ogni istante al massimo e ricercare il piacere in ogni cosa. Per Augus, tuttavia, la gioia maggiore risiede nel più impegnativo dei combattimenti. Per poter affrontare Asura senza alcuna interferenza, fa sì che lo scontro abbia luogo sulla superficie della luna, dove rivela il vero potere della sua spada: convogliando il Mantra nel Tachi, Augus è in grado di allungare la lama a piacimento, rendendola un'arma pressoché invincibile. Nel futuro, si reincarnerà in un uomo appassionato della cultura giapponese; infatti, indossa un kimono. Il suo Mantra di riferimento è l'Avidità.

- Sergei: una delle Sette Divinità, estimatore delle arti. È il braccio destro (un po' psicotico) di Deus. Sergei è ossessionato da tutto ciò che è oggettivamente bellico, e ritiene che la morte sia il più meraviglioso dei capolavori. Ha l'aspetto di un uomo dai tratti androgini, snello, dai lunghi capelli violacei, e l'espressione sempre distorta in un ghigno imperscrutabile. Nonostante la sua sensibilità artistica, non esita a prendere decisioni a volte decisamente crudeli. È lui, infatti, l'artefice dell'omicidio di Durga, la moglie di Asura, durante il colpo di stato delle Sette Divinità. Intimamente devoto alla causa, considera il Brahmastra la più affascinante macchina di morte mai creata. Narcisista e psicopatico, non ha alcuna considerazione delle vite degli umani di Gaea, che sacrifica con immenso piacere per il fine ultimo del suo signore. Molto spesso gesticola compulsivamente fino a sembrare quasi ridicolo. Nel futuro, si reincarnerà in un ballerino divenuto una star. Il suo Mantra di riferimento è la Vanità.

- Olga: aiutante generale di Deus, devota completamente a quest'ultimo, non c'è mai occasione in cui non si schieri dalla sua parte. Chiunque interferisca con i piani di Deus dovrà vedersela con lei. Olga utilizza un linguaggio forbito e lascia una scia di profumo ovunque vada. Ha l'aspetto di una donna slanciata dai lunghi capelli biondi, affascinante e risoluta. È lei che dirige la flotta che staziona nell'orbita di Gaea, e ordina un bombardamento a tappeto sul villaggio in cui Asura cerca rifugio dopo il suo scontro con Augus, scatenandone la furia. Sebbene non prenda parte volentieri a uno scontro diretto, possiede una sciabola che può occasionalmente brandire in battaglia. Il suo animo, nel profondo, è meschino e intollerante, e non esita a farsi scudo dei più deboli e a sacrificare gli innocenti per ottenere ciò che vuole. Nel futuro, si reincarnerà nella segretaria della reincarnazione di Deus. Il suo Mantra di riferimento è la Lussuria.

- Deus: comandante delle Sette Divinità, nonché mentore di Yasha, è il più potente tra loro. Quando era ancora un Generale aveva tentato di convincere l'imperatore Strada a rafforzare l'esercito: il rifiuto dell'imperatore fu l'evento alla base di tutte le macchinazioni di Deus. È lui a concepire i dettagli del piano che dovrebbe distruggere definitivamente i Gohma, a organizzare la morte dell'imperatore e ad accusare Asura di tradimento. Dopo averlo sconfitto e gettato sulla Terra a morire, passa i successivi 12.000 anni a raccogliere Mantra sufficiente per diventare l'essere più potente mai esistito, destinato a sconfiggere la volontà del pianeta. Deus è mostruosamente forte, anche rispetto ai suoi sottoposti, ed è uno dei soli due guerrieri contro cui Augus abbia sfoderato la propria spada. Agile e fluido, il suo stile di combattimento attinge le energie del fulmine e le scaglia sul campo di battaglia, ma il comandante delle Sette Divinità può fare affidamento anche su un temibile nunchaku chiamato Sakra. Il duro scontro che lo vedrà combattere sia contro Asura che Yasha avviene all'interno del Brahmastra stesso, una lotta senza tregua per decidere le sorti del pianeta. Veste con pantaloni e giacca bianchi e nello scontro finale indossa anche una maschera d'oro. Nel futuro, si reincarnerà in un generoso magnate con a fianco la sua segretaria, che è la reincarnazione di Olga. Il suo Mantra di riferimento è l'Orgoglio.

- Mithra: è la figlia di Asura e di Durga e voce narrante nelle anticipazioni dei successivi episodi. Già da piccola, le divinità pensarono a lei come loro sacerdotessa, ma Asura non voleva coinvolgerla nella loro guerra contro i Gohma e Vlitra; alla fine però, con il padre contrariato, lo diventa. Quando Asura venne tradito, Sergei si recò alla loro casa, uccise sotto lo sguardo attonito di Mithra sua madre e la rapì. Per tutto il tempo viene tenuta prigioniera all'interno del Brahamastra e alimenta con il suo potere e le anime degli umani i Mantra delle Sette Divinità. Dopo la sconfitta di Deus, aiuterà il padre Asura e lo zio Yasha con le loro forme Mantra contro Vlitra, ma verrà poi usata da Chakravartin contro il padre. Alla fine, vivrà nel nuovo mondo che suo padre desiderava per lei e, divenuta adulta, racconterà le sue gesta alle nuove generazioni. Nel futuro, si reincarnerà nella figlia delle reincarnazioni di Asura e Durga, senza perdere la sua ammirazione per il padre.

- Ragazzina: è una ragazzina che incontra Asura nel tempio dedicatogli dopo il suo secondo risveglio. Viene rapita da una banda di Gohma Howler, ma Asura riesce a salvare lei e il suo villaggio dai Gohma. È l'unica persona che ha rinnegato le Sette Divinità per un particolare motivo: quando era piccola, lei e suo padre vennero attaccati in un villaggio dai Gohma e quando per loro sembrava la fine, l'esercito delle Sette Divinità scese dai cieli. Ma, sfortunatamente, purificarono non solo i Gohma, ma anche alcuni cittadini, tra cui suo padre. Secondo lei, il volto di Asura assomiglia molto a quello di suo padre in quel momento, e per questo vede il semidio come una sorta di secondo padre. Tra l'altro, la ragazzina assomiglia sorprendentemente a Mithra, la figlia di Asura, e per questo Asura la protegge a ogni costo. Ma quando porta Asura in un villaggio per riprendersi dal combattimento contro un esercito di Gohma, il luogo viene bombardato dalla flotta di Olga, e purtroppo anche lei morirà. La sola vista del suo corpo senza vita provoca ad Asura un raptus d'ira che lo manda in modalità Berserker, deciso a vendicare lei e tutte le vittime delle Sette Divinità, dato che stava considerando la ragazzina come una seconda figlia.

- Ragno d'Oro/Chakravartin: il dio onnipotente che controlla il flusso del Mantra e creatore di tutte le cose. La sua missione è quella di far nascere il Redentore, colui che lo sostituirà come guida per il mondo che ha creato, attraverso prove a cui sottopone il mondo. Una di queste è la creazione di Vlitra e dei Gohma. Inizialmente, si presenta ad Asura nel Naraka sotto le sembianze di un ragno meccanico dorato con gli occhi fatti di zaffiri, ed è in grado di produrre delle ragnatele dorate che possono immobilizzare, ma anche uccidere. Guida Asura nella sua missione, facendogli fare affidamento sulla sua ira per renderlo più forte. Alla fine, si unirà con Mithra, assumendo in seguito la sua vera forma: un essere androgino con ventidue mani, vestito con stoffe dorate; dietro le spalle vi sono una miriade di piume dorate che formano un ventaglio. In combattimento, Chakravartin utilizza non solo i pugni e le magie, ma anche due lance. Nella sua forma di Creatore assume un aspetto decisamente più lugubre: il corpo diventa nerastro, con un teschio illuminato di rosso dall'interno e ricoperto da un rivestimento argentato cosparso di punte; scompaiono le ventidue mani, ma i suoi poteri sono aumentati vertiginosamente, tanto da essere in grado di alterare la propria dimensione parallela con la sua singola esistenza.

### Esercito Shinkoku
L'esercito Shinkoku rappresenta i semidei che combattono sotto il comando delle Sette Divinità:
- Doji, Legione della Purificazione: i soldati con il rango più basso; non sono molto competenti, ma la loro forza risiede nel numero e nelle varie armi che possono utilizzare, tra le quali figurano lance e scudi.
- Kagebosh, Legione della Trascendenza: tipo di soldato che gestisce le comunicazioni del comando di sistema dell'esercito Shinkoku. È molto veloce e come arma utilizza otto sfere che riesce a far levitare.
- Rasho, Legione della Purificazione: sono soldati con rango medio dell'esercito Shinkoku, utilizzano come arma un tridente o una grossa spada. Sono feroci guerrieri che non mostrano alcuna pietà contro il nemico.
- Taison, Legione della Redenzione: i soldati con il rango più alto dell'esercito di Shinkoku, simili a enormi statue di Buddha. Si esprimono in maniera educata, ma allo stesso tempo spicca il loro modo di parlare rude e severo con chiunque non sia un membro delle Sette Divinità. In combattimento, utilizzano l'enorme mole, ma a volte sono armati di enormi cannoni.
- Septentrion: ogni membro delle Sette Divinità possiede una flotta comandata da una delle sette corazzate Septentrion. Sono pesantemente equipaggiate con armi capaci di purificare il pianeta dai Gohma; l'arma più potente è il cannone Assoluzione, situato a prua.
- Nirvāna: navi di medie dimensioni dell'armata di Shinkoku. Nonostante siano equipaggiate con armi di vario genere per purificare i Gohma, il loro scopo primario è quello di immagazzinare le anime dei mortali.
- Vinaya: caccia monoposto dell'armata di Shinkoku. Il loro obiettivo è quello di neutralizzare la minaccia dei Gohma terrestri.

### Gohma
I Gohma sono il "sistema immunitario" del pianeta. In origine, erano organismi naturali, ma a un certo punto l'influenza di Vlitra, il primo Gohma creato, li trasforma in suoi agenti, facendoli diventare mostri selvaggi dall'aspetto nerastro con venature scarlatte e occhi infuocati. Per natura attaccano qualsiasi prodotto della civiltà di Gaea, per impedire che le anime vengano trasformate in energia, cosicché possano ritornare alla Madre Gaea a cui appartengono. Il loro livello di minaccia è calcolato attraverso il livello di impurità:
- Gohma Howler: questi Gohma sono i più piccoli e assomigliano a scimmie. In ogni branco c'è sempre un capo, contraddistinto per la sua maggiore altezza, da più venature, una cresta appuntita sulla schiena e peli bianchi sul collo e sui gomiti.
- Gohma Stinger: Gohma volanti che assomigliano a mante composti da molti stormi che possono spruzzare magma su vaste superfici. Le loro dimensioni vanno dagli esemplari piccoli a quelli medi.
- Gohma Charger: Gohma di medie dimensioni che assomigliano a rinoceronti. Spesso arrivano in gruppo con Gohma più piccoli. Attaccano caricando i loro nemici con le loro pericolose corna e riescono a creare delle piccole scosse simili a terremoti, colpendo violentemente il suolo.
- Gohma Squasher: Gohma di grosse dimensioni che assomigliano a tartarughe giganti. Spesso arrivano in gruppo con Gohma più piccoli. Nonostante la mole, possono roteare su sé stessi a grande velocità e sparare dalle loro bocche e carapaci sfere di fuoco.
- Gohma Crusher: Gohma di grosse dimensioni che assomigliano a elefanti e con la struttura vertebrale di un gorilla. Spesso arrivano in gruppo con Gohma più piccoli, ma anche da soli sono pericolosi, in quanto hanno un'incredibile potenza distruttiva. Possono calpestare con le enormi zampe o usare le zanne ricurve e la lunga proboscide, con la quale, tra l'altro, possono spruzzare o bombardare con getti di fuoco.
- Gohma Glider: Gohma volanti di grossi dimensioni che assomigliano a dei pesci scorpione, spesso arrivano in gruppo con Gohma più piccoli e fanno coppia con gli Stinger negli scontri aerei. Sono tra i Gohma più pericolosi, in quanto rovesciano magma incandescente dall'alto facendo terra bruciata, e le loro spine sono velenose e fatali; inoltre, possono combattere anche nello spazio. A differenza degli altri Gohma, questi hanno gli occhi glauchi.
- Gohma Lasher: Gohma colossali somiglianti a un misto tra una piovra e delle ammoniti. Sono in grado di combattere nello spazio grazie al loro durissimo carapace e ai tentacoli posti davanti, quattro dei quali più lunghi e corazzati.
- Gohma Striker: colossali Gohma che hanno il corpo di una tartaruga e la testa e la coda di un cobra reale. Sono i più grandi Gohma terrestri e sono accompagnati da vasti gruppi di Gohma, portando distruzione dovunque vadano. Il loro carapace è notevolmente resistente, mentre la testa attacca con i due lunghi denti.
- Gohma Carrier: Gohma gargantueschi che somigliano a un misto tra molluschi e balanidi. Vengono usati per trasportare i Gohma nello spazio e possono attaccare con i quattro grandi cannoni-crateri simili a vulcani che hanno nella parte posteriore.
- Gohma Vlitra: è la volontà del pianeta, fonte dell'invasione dei Gohma su Gaea. Dalla sua prima apparizione, questo essere si è scontrato innumerevoli volte contro i semidei per la conquista del pianeta, ma nonostante le sconfitte subite dall'esercito di Shinkouku, sarebbe riapparso ciclicamente, e sempre più forte rispetto al passato. All'inizio del gioco, ha la forma di una testa vermiforme, piatta e triangolare, che esce dal pianeta per affrontare i semidei. Asura stava quasi riuscendo a sconfiggerlo quando Vlitra lo ha respinto, ma fortunatamente il precedente colpo infertogli dal semidio lo ha costretto a ritornare nelle viscere della terra. Dopo che Deus viene sconfitto da Asura e Yasha, Vlitra si risveglia dal suo sonno e prende l'aspetto di un volto di magma scheletrico sul pianeta, circondato da molti vermi. Quando i due semidei riescono a entrare nel nucleo del pianeta, Vlitra li incontra di persona: l'aspetto del demone è un umanoide arancione-viola, alto il doppio di Asura, con quattro enormi braccia rosso fuoco sulla schiena (quelle inferiori le usa anche per camminare); da notare, inoltre, che il suo vero aspetto ricorda Asura in modalità Berserker.

### Personaggi di Street Fighter
- Ryu: è un ragazzo molto forte che combatte usando le arti marziali e servendosi di due guantoni. Per qualche ragione sconosciuta arriva su Gaea, dove si scontra con Asura. Il loro combattimento si protrae fin sulla luna e Ryu, venendo ripetutamente colpito da Asura si lascia consumare dal Satsui no Hadou e diventa:
  - Evil Ryu che ne rappresenta il lato oscuro: la pelle diventa arancione, il kimono grigio nero e in gran parte strappato, i capelli porpora e gli occhi rossi. Alla fine, il loro combattimento finisce in parità, e Ryu ritorna cosciente di sé.
- Akuma: è un uomo forte e senza sentimenti, il cui unico scopo nella vita è combattere. Arriva misteriosamente su Gaea, dove assiste allo scontro tra Ryu e Asura. Vedendo il nuovo avversario di Ryu, alla fine del combattimento, Akuma si fa avanti, rimanda Ryu nella loro dimensione, e comincia a combattere contro Asura. Tuttavia, Akuma si ritrova presto in difficoltà, e assume la sua forma:
  - Oni, stadio in cui la pelle è blu e luminescente, i capelli sono bianchi ed indossa soltanto dei pantaloni larghi con una cintura di fune; inoltre, diviene più imponente di prima. Per contrastarlo, Asura assume la sua forma Mantra e i due riescono a essere alla pari, tant'è che non si saprà quale dei due sfidanti avrà la meglio sull'altro.

## Sviluppo
Asura's Wrath è stato annunciato ufficialmente al TGS 2010 da parte di Capcom in occasione del quale è stato pubblicato un video. Il gioco è stato sviluppato da CyberConnect2, noto per i videogiochi sviluppati sulla serie Naruto. Il gioco è uscito il 24 febbraio 2012 in Europa mentre il 9 marzo nel Regno Unito.

## Accoglienza
Sull'aggregatore Metacritic il gioco ha ricevuto un'accoglienza medio/alta con una valutazione collettiva di 71% sia su X360 che PS3.
La rivista Play Generation diede alla versione per PlayStation 3 un punteggio di 67/100, apprezzando il suo essere esteticamente impeccabile e persino in grado di commuovere e come contro i filmati che costituivano una buona metà del gioco, il quale già di per suo non era un granché, finendo per trovarlo un titolo dalla proposta singolare, a metà tra il gioco e il film, che si poteva amare o odiare, ma che di certo non lasciava indifferenti.

## Curiosità
In Street Fighter V Asura è un costume di Kage.